# منوچهر عسگری‌نسب
منوچهر عسگری نسب (زادهٔ ۱۳۱۵ کرمان - درگذشتهٔ ۱۳۹۷ تهران) کارگردان و تهیه‌کننده اهل ایران بود.

## زندگی
وی دارای مدرک کارشناسی سینما و تلویزیون از دانشکده هنرهای دراماتیک و کارشناسی ارشد سینما از دانشگاه ایالتی میشیگان (MSU) بود. فعالیت سینمایی خود را در سال ۱۳۴۵ با کارگردانی فیلم‌های مستند تلویزیونی آغاز کرد. از دیگر فعالیت‌های او تهیه فیلم‌های سینمایی و مجموعه‌های تلویزیونی، تدریس کارگردانی و اقتصاد سینما در مرکز فیلمسازی، دانشکده سینما و تئاتر، دانشکده صدا و سیما و مدرسه عالی سوره اشاره نمود.

## جایزه‌ها
در سال ۱۳۷۴ فیلم بازمانده به تهیه‌کنندگی عسگری‌نسب در بخش مسابقه سینمای ایران در چهاردهمین دوره جشنواره فیلم فجر، جایزه ویژه هیئت داوران را دریافت کرد.

## کارگردانی
- پاییز بلند
- هی جو
- خانه در انتظار
- آن‌سوی مه
- با مدعی بگویید[۷]
- از پیله تا زربفت
- تخت سلیمان
- مجموعه ای که جام بود
- جشن سَده (1350 - مستند - با گفتار متنی از: محمدرضا اصلانی)

## تهیه‌کننده
- بازمانده
- همسر
- هی جو
- چمدان